# ハイリー・ストラング
『ハイリー・ストラング』（Highly Strung）は、イギリスのギタリスト、スティーヴ・ハケットが1983年に発表した6作目のスタジオ・アルバム。ハケットは本作を最後に、カリスマ・レコードを離れた。

## 背景
前作『キュアード』（1981年）に引き続き、ハケット自身が全ボーカル・パートを担当した。後にマリリオンのドラマーとなるイアン・モズレイが参加している。

## 反響・評価
本作からの先行シングル「セル151」は、ハケット初の全英シングルチャート入りを果たし、最高66位を記録した。そして、本作は3週にわたり全英アルバムチャートでトップ100入りして、最高16位となった。
ロビン・プラッツはオールミュージックにおいて5点満点中4点を付け「"Cell 151"は、ゲート・リバーブ（以前ハケットのバンド・メイトであったフィル・コリンズが開拓したエフェクト）を深くかけたドラム・サウンドにより、パンチの効いたモダンな音作りとなった。アルバム全体において、こうした音作りのスタイルが貫かれているが、ハケットの曲を極めて効果的に補完している」「『ハイリー・ストラング』は、奏者／作曲家の両面におけるハケットの手腕の良い例である」と評している。

## リイシュー
2007年のリマスターCDで追加されたボーナス・トラックのうち「ギター・ブギ」は、ハケットがライブのアンコールで頻繁に演奏していた曲のスタジオ録音ヴァージョンで、ジョン・ハケット（ギター）とチャス・クロンク（ベース）も参加している。また、「セル151」は12インチ・シングルのヴァージョンに差し替えられた。

## 収録曲
特記なき楽曲はスティーヴ・ハケット作。3. 7. 9.及びボーナス・トラックの10. 12.はインストゥルメンタル。各曲の収録時間は2007年リマスターCDに基づき、オリジナルLPの「セル151」の収録時間は3分30秒だった。
1. カミノ・ロイアール - "Camino Royale" (Steve Hackett, Nick Magnus) - 5:27
2. セル151 - "Cell 151" - 6:25
3. オールウェイズ・サムホェア・エルス - "Always Somewhere Else" - 4:01
4. ウォーキング・スルー・ウォールズ - "Walking Through Walls" - 3:48
5. ギヴ・イット・アウェイ - "Give It Away" - 4:07
6. ウエイトレス - "Weightless" - 3:31
7. グループ・セラピー - "Group Therapy" - 5:47
8. インディア・ラバー・マン - "India Rubber Man" - 2:31
9. ハケット・トゥ・ピーセス - "Hackett to Pieces" (S. Hackett, N. Magnus) - 2:39

### 2007年リマスターCDボーナス・トラック
1. ギター・ブギ - "Guitar Boogie" (Chuck Berry) - 2:11
2. ウォーキング・スルー・ウォールズ（12インチ・ヴァージョン） - "Walking Through Walls (12" Version)" - 5:55
3. タイム・ラプス・アット・ミルトン・ケインズ - "Time Lapse at Milton Keynes" - 3:52

## 参加ミュージシャン
- スティーヴ・ハケット - ギター、ボーカル、ハーモニカ
- ニック・マグナス - キーボード、シンセサイザー
- ナイジェル・ウォーレン＝グリーン - チェロ
- クリス・ローレンス - コントラバス
- イアン・モズレイ - ドラムス